# 露西娅 (的黎波里女伯爵)

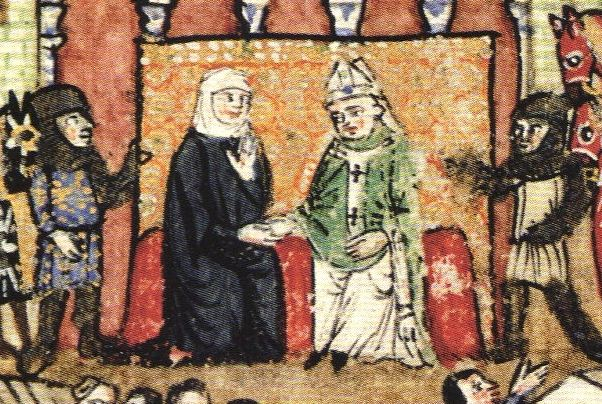
露西娅与蒙古人结盟，1289年。

的黎波里的露西娅（Lucia，13世纪—1290年代1292年后或约1299年），的黎波里伯国最后一位（女）伯爵（1287-1289）。
露西娅是博希蒙德六世与妻子亚美尼亚的希比拉（Sibylla of Armenia）之女。1287年其兄博希蒙德七世去世，他们的母亲希比拉被任命为贝特朗（Bertrand of Gibelet）摄政，他非常不受市民欢迎。露西娅在约1275或1278年嫁给了纳尔若·德·圖西（Narjot de Toucy），1287年从欧塞尔回到的黎波里继承爵位。
马穆鲁克王朝的蘇丹盖拉温与威尼斯人和比萨人合谋攻击的黎波，露西娅与蒙古人结盟，由于的黎波里太弱小，1289年4月26日盖拉温围攻的黎波里一个月后攻占了的黎波里，两年后阿卡失陷，十字军在圣地的最后前哨也失去。
露西娅的丈夫纳尔若从未到過的黎波里，他在那不勒斯王国经商，1292年去世。露西亚的死亡日期未知，纳尔若和露西娅生了一个儿子菲利普·德·圖西，他继承父母的头衔。